# Goya a la millor actriu revelació
El Premi Goya a la millor actriu revelació és un dels 28 Premis Goya entregats anualment des de 1994:
Des de la XXVI edició (2011) per tal de ser candidat en qualsevol categoria interpretativa l'única condició és ser major de 16 anys, sense importar la nacionalitat o l'idioma en el que parli l'intèrpret o el personatge.

## Nominades i guanyadores

### Dècada del 2020
| Guanyadora            | Candidates                                          | |
| XXXIX edició - 2025   | XXXIX edició - 2025                                 | XXXIX edició - 2025 |
| --------------------- | --------------------------------------------------- | --- |
|                       |                                                     | - Laura Weissmahr per María a Salve María - Mariela Carabajal per Andrea Carabajal a La estrella azul - Marina Guerola per Madalen a Los destellos - Lucía Veiga per Charo Velasco a Soy Nevenka - Zoe Bonafonte per Joana Vital a El 47 |
| XXXVIII edició - 2024 |                                                     | |
|                       | Janet Novás perMaría a O corno                      | - Xinyi Ye per Claudia Li a Chinas - Yeju Ji per Shui a Chinas - Clàudia Malagelada per Mila a Creatura - Sara Becker per María Margarita a La contadora de películas                                                                    |
| XXXVII edició - 2023  |                                                     | |
|                       | Laura Galán com a Sara a Cerdita                    | - Anna Otín com a Dolors a Alcarràs - Luna Pamies com a Ana a El agua - Valèria Sorolla com a Laura a La consagración de la primavera - Zoe Stein com a Diana a Mantícora                                                                |
| XXXVI edició - 2022   |                                                     | |
|                       | María Cerezuela com a María Jáeuregui a Maixabel    | - Almudena Amor com a Liliana a El buen patrón - Ángela Cervantes com a Soraya a Chavalas - Nicolle García com a Libertad a Libertad |
| XXXV edició - 2021    |                                                     | |
|                       | Jone Laspiur com a Ane a Ane                        | - Paula Usero com a Lidia Román a La boda de Rosa - Milena Smit com a Mila a No matarás - Griselda Siciliani com a Ana a Sentimental |
| XXXIV edició - 2020   |                                                     | |
|                       | Benedicta Sánchez com a Benedicta Coro a O que arde | - Pilar Gómez com a Maravilla a Adiós - Carmen Arrufat com a Lis a La innocència - Ainhoa Santamaría com a Enriqueta Carbonell a Mientras dure la guerra                                                                                 |

### Dècada del 2010
| Guanyadora           | Candidates                                                              | |
| XXXIII edició - 2019 | XXXIII edició - 2019                                                    | XXXIII edició - 2019 |
| -------------------- | ----------------------------------------------------------------------- | --- |
|                      | Eva Llorach com a Violeta a Quién te cantará                            | - Gloria Ramos com a Collantes a Campeones - Zaira Romero com a Lola a Carmen y Lola - Rosy Rodríguez com a Carmen a Carmen y Lola                                |
| XXXII edició - 2018  |                                                                         | |
|                      | Bruna Cusí com a Marga a Estiu 1993                                     | - Adriana Paz com a Irene a El autor - Itziar Castro com a Itziar a Pieles - Sandra Escacena com a Verónica a Verónica                                            |
| XXXI edició - 2017   |                                                                         | |
|                      | Anna Castillo com a Alma a El olivo                                     | - Silvia Pérez Cruz com a Sonia a Cerca de tu casa - Belén Cuesta com a Belén a Kiki, el amor se hace - Ruth Díaz com a Ana a Tarde para la ira                   |
| XXX edició - 2016    |                                                                         | |
|                      | Irene Escolar com a June a Un otoño sin Berlín                          | - Antonia Guzmán com a Antonia a A cambio de nada - Iraia Elias com a Amaia a Amama - Yordanka Ariosa com a Magda a El rey de La Habana                           |
| XXIX edició - 2015   |                                                                         | |
|                      | Nerea Barros com a Rocío a La isla mínima                               | - Natalia Tena com a Alex a 10.000 km - Yolanda Ramos com a Yoli a Carmina y amén - Ingrid García Jonsson com a Natalia a Hermosa juventud                        |
| XXVIII edició - 2014 |                                                                         | |
|                      | Natalia de Molina com a Belén a Vivir es fácil con los ojos cerrados    | - Belén López com a Aledo a 15 años y un día - María Morales com a Marga a Todas las mujeres - Olimpia Melinte com a Nina a Caníbal                               |
| XXVII edició - 2013  |                                                                         | |
|                      | Macarena García com a Carmen/Blancaneus a Blancanieves                  | - Carmina Barrios com a Carmina a Carmina o revienta - Estefanía de los Santos com a La Caoba a Grupo 7 - Cati Solivellas com a Lola a Els nens salvatges         |
| XXVI edició - 2012   |                                                                         | |
|                      | María León com a Pepita a La voz dormida                                | - Alba García com a Sara a Verbo - Michelle Jenner com a Silvia a No tengas miedo - Blanca Suárez com a Norma Ledgard a La piel que habito                        |
| XXV edició - 2011    |                                                                         | |
|                      | Marina Comas com a Núria a Pa negre                                     | - Carolina Bang com a Natalia a Balada triste de trompeta - Aura Garrido com a Mónica a Planes para mañana - Natasha Yarovenko com a Natasha a Habitación en Roma |
| XXIV edició - 2010   |                                                                         | |
|                      | Soledad Villamil com a Irene Menéndez Hastings a El secreto de sus ojos | - Blanca Romero com a Ana a After - Leticia Herrero com a Sofía a Gordos - Nausicaa Bonnín com a Léa a Tres dies amb la família                                   |

### Dècada del 2000
| Guanyadora          | Candidates                                               | |
| XXIII edició - 2009 | XXIII edició - 2009                                      | XXIII edició - 2009 |
| ------------------- | -------------------------------------------------------- | --- |
|                     | Nerea Camacho com a Camino a Camino                      | - Esperanza Pedreño com a Milagros a Una palabra tuya - Ana Wagener com a Dolores a El patio de mi cárcel - Farah Hamed com a Leila a Retorno a Hansala |
| XXII edició - 2008  |                                                          | |
|                     | Manuela Velasco com a Ángela Vidal a REC                 | - Nadia de Santiago com a Carmen a Las 13 rosas - Gala Évora com a Lola Flores a Lola - Bárbara Goenaga com a Emma a Oviedo Express                     |
| XXI edició - 2007   |                                                          | |
|                     | Ivana Baquero com a Ofelia a El laberinto del fauno      | - Adriana Ugarte com a Consuelo a Cabeza de perro - Bebe com a Sezar a La educación de las hadas - Verónica Echegui com a Juani a Yo soy la Juani       |
| XX edició - 2006    |                                                          | |
|                     | Micaela Nevárez com a Zulema a Princesas                 | - Isabel Ampudia com a Isabel a 15 días contigo - Alba Rodríguez com a Patri a 7 vírgenes - Bárbara Lennie com a Lourdes a Obaba                        |
| XIX edició - 2005   |                                                          | |
|                     | Belén Rueda com a Julia a Mar adentro                    | - Teresa Hurtado de Ory com a Laura a Astronautas - Mónica Cervera com a Lourdes a Crimen ferpecto - Núria Gago com a Fany a Héctor                     |
| XVIII edició - 2004 |                                                          | |
|                     | María Valverde com a María a La flaqueza del bolchevique | - Verónica Sánchez com a Juliana a Al sur de Granada - Nathalie Poza com a Patricia a Días de fútbol - Elisabet Gelabert com a Lola a Te doy mis ojos   |
| XVII edició - 2003  |                                                          | |
|                     | Lolita Flores com a Chelo a Rencor                       | - Nieve de Medina com a Ana a Los lunes al sol - Clara Lago com a Carol a El viaje de Carol - Marta Etura com a Rosana a La vida de nadie               |
| XVI edició - 2002   |                                                          | |
|                     | Paz Vega com a Lucía a Lucía y el sexo                   | - Alakina Mann com a Anne Stewart a The Others - Malena Alterio com a Violeta "Pecholata" a El palo - María Isasi com a Lucía a Salvajes                |
| XV edició - 2001    |                                                          | |
|                     | Laia Marull com a Tony a Fugitivas                       | - Antònia Torrens com a Sor Francisca a El mar - Luisa Martín com a Julia a Terca vida - Pilar López de Ayala com a Rocío a Besos para todos            |
| XIV edició - 2000   |                                                          | |
|                     | Ana Fernández com a María a Solas                        | - Antonia San Juan com a Agrado a Todo sobre mi madre - María Botto com a Cinta Vidal a Celos - Silvia Abascal com a Lola a La fuente amarilla          |

### Dècada del 1990
| Guanyadora         | Candidates                                      | |
| XIII edició - 1999 | XIII edició - 1999                              | XIII edició - 1999 |
| ------------------ | ----------------------------------------------- | --- |
|                    | Marieta Orozco com a Susi a Barrio              | - Goya Toledo com a Mararía a Mararía - María Esteve com a Carlota a Nada en la nevera - Violeta Rodríguez com a Nena a Cosas que dejé en La Habana |
| XII edició - 1998  |                                                 | |
|                    | Isabel Ordaz com a Lucía a Chevrolet            | - Blanca Portillo com a la madre a El color de las nubes - Paulina Gálvez com a Cristina de León a Retrato de mujer con hombre al fondo             |
| XI edició - 1997   |                                                 | |
|                    | Íngrid Rubio com a Helena a Más allá del jardín | - Lucía Jiménez com a Lucía a La buena vida - Silke com a Mari a Tierra                                                                             |
| X edició - 1996    |                                                 | |
|                    | Rosana Pastor com a Blanca a Terra i llibertat  | - Amara Carmona com a Lucía a Alma gitana - María Pujalte com a Cata a Entre rojas                                                                  |
| IX edició - 1995   |                                                 | |
|                    | Ruth Gabriel com a Charo a Días contados        | - Candela Peña com a Vanesa a Días contados - Elvira Mínguez com a Lourdes a Días contados                                                          |

## Estadístiques

### Premiades i candidates de menor i major edat
- Premiada de menor edat: Ivana Baquero i Nerea Camacho, amb 12 anys, per El laberinto del fauno (XXI edició, 2006) i Camino (XXIII edició, 2008) respectivament.
- Premiada de major edad: Lolita Flores, amb 44 anys, per Rencor (XVII edició, 2002).
- Candidata de menor edat: Alakina Mann, amb 11 anys, per The Others (XVI edició, 2001).
- Candidata de major edat: Carmina Barrios, amb 59 anys, per Carmina o revienta (XXVII edició, 2012).